# Maren Jensen
Maren Kawehilani Jensen, född 23 september 1956 i Arcadia i Kalifornien, är en amerikansk före detta fotomodell och skådespelerska. Hon är inom skådespelarbranschen mest känd för sin porträttering av karaktären Löjtnant Athena i TV-serien Battlestar Galactica, som sändes mellan åren 1978 och 1979. Jensen gästspelade också i flera andra amerikanska TV-serier, såsom Kärlek ombord och Fantasy Island.
Jensen tvingades lägga sin skådespelarkarriär på hyllan, pågrund av att hon drabbades av ett kroniskt trötthetssyndrom, som hade orsakats av ett Epstein-Barr-virus. År 1993, tolv år efter att hon hade avslutat sin relativt korta skådespelarkarriär, så blev hon tillsammans med kändissminkösen Jeanine Lobell, medgrundare till det bästsäljande sminkmärket Stila. Efter att detta sminkmärke sedan hade sålts av till skönhetsföretaget Estée Lauder, så startade Jensen tillsammans med Laura Shoemaker företaget Glow Beauty Fuel, som går ut på ett sälja näringsrika proteinbars inriktade på skönhet och hälsa.
Inom sitt privatliv har hon tidigare varit förlovad med Eaglessångaren Don Henley, fram tills paret valde att gå isär år 1986. Hon har sedan dess hunnit flytta upp till New York och gifta sig med sin nuvarande make Johan Kugelberg, med vilken hon har en dotter. Hon har också en styvson, som är makens Johans barn från en tidigare relation.

## Filmografi (i urval)
| Film och TV | Film och TV            | Film och TV     | Film och TV                                                         |
| År          | Titel                  | Roll            | Noter                                                               |
| ----------- | ---------------------- | --------------- | ------------------------------------------------------------------- |
| 1978        | Stridsplanet Galactica | Löjtnant Athena | Långfilm                                                            |
| 1978–79     | Battlestar Galactica   | Löjtnant Athena | Huvudroll (21 avsnitt)                                              |
| 1979        | Kärlek ombord          | Suzanna Wells   | Avsnittet "Love Me, Love My Dog/Poor Little Rich Girl/The Decision" |
| 1980        | Fantasy Island         | Valerie         | Avsnittet "Jungle Man/Mary Ann and Miss Sophisticate"               |
| 1980        | Kärlek ombord          | Sharon Patrick  | Avsnittet "The Mallory Quest/Julie, the Vamp/The Offer"             |
| 1981        | Hajfeber               | Diana           | Långfilm                                                            |
| 1981        | Hämnd från andra sidan | Martha Schmidt  | Långfilm                                                            |